# Liste der Bodendenkmäler in Großmehring
Auf dieser Seite sind die Bodendenkmäler in der oberbayerischen Gemeinde Großmehring zusammengestellt. Diese Tabelle ist eine Teilliste der Liste der Bodendenkmäler in Bayern. Grundlage ist die Bayerische Denkmalliste, die auf Basis des Bayerischen Denkmalschutzgesetzes vom 1. Oktober 1973 erstmals erstellt wurde und seither durch das Bayerische Landesamt für Denkmalpflege geführt wird. Die folgenden Angaben ersetzen nicht die rechtsverbindliche Auskunft der Denkmalschutzbehörde.

## Bodendenkmäler in Großmehring
| Lage                            | Objekt | Akten-Nr.     | Bild |
| ------------------------------- | --- | ------------- | ---- |
| Großmehring (Standort)          | Straße der römischen Kaiserzeit. | D-1-7135-0068 |      |
| Großmehring (Standort)          | Freilandstation des Mesolithikums, Siedlung des Neolithikums und der römischen Kaiserzeit. | D-1-7135-0070 |      |
| Großmehring (Standort)          | Siedlung vor- und frühgeschichtlicher oder mittelalterlicher Zeitstellung. | D-1-7135-0115 |      |
| Großmehring (Standort)          | Straße der römischen Kaiserzeit. | D-1-7135-0120 |      |
| Großmehring (Standort)          | Siedlung vor- und frühgeschichtlicher oder mittelalterlicher Zeitstellung. | D-1-7135-0121 |      |
| Großmehring (Standort)          | Freilandstation des Mesolithikums, Siedlung des Neolithikums, der Hallstattzeit und der römischen Kaiserzeit (Villa rustica). | D-1-7135-0134 |      |
| Großmehring (Standort)          | Grabhügel vorgeschichtlicher Zeitstellung. | D-1-7135-0135 |      |
| Großmehring (Standort)          | Siedlung vor- und frühgeschichtlicher oder mittelalterlicher Zeitstellung. | D-1-7135-0137 |      |
| Großmehring (Standort)          | Siedlung des Neolithikums. | D-1-7135-0138 |      |
| Großmehring (Standort)          | Freilandstation des Mesolithikums, Siedlung des Neolithikums und der Völkerwanderungszeit. | D-1-7135-0140 |      |
| Großmehring (Standort)          | Siedlung vorgeschichtlicher Zeitstellung, Grabhügel der Hallstattzeit oder Burgstall des Mittelalters. | D-1-7135-0141 |      |
| Großmehring (Standort)          | Straße der römischen Kaiserzeit. | D-1-7135-0213 |      |
| Theißing (Standort)             | Mittelalterliche und frühneuzeitliche Befunde im Bereich der Kath. Pfarrkirche St. Martin. | D-1-7135-0227 |      |
| Großmehring (Standort)          | Siedlung vor- und frühgeschichtlicher oder mittelalterlicher Zeitstellung. | D-1-7135-0228 |      |
| Großmehring (Standort)          | Mittelalterliche und frühneuzeitliche Befunde im Bereich der Kath. Filialkirche St. Leonhard. | D-1-7135-0231 |      |
| Großmehring (Standort)          | Mittelalterliche und frühneuzeitliche Befunde im Bereich der Kath. Filialkirche St. Peter und Paul. | D-1-7135-0233 |      |
| Großmehring (Standort)          | Siedlung vor- und frühgeschichtlicher oder mittelalterlicher Zeitstellung. | D-1-7135-0235 |      |
| Großmehring (Standort)          | Siedlung vor- und frühgeschichtlicher oder mittelalterlicher Zeitstellung. | D-1-7135-0236 |      |
| Großmehring (Standort)          | Siedlung vor- und frühgeschichtlicher oder mittelalterlicher Zeitstellung. | D-1-7135-0237 |      |
| Großmehring (Standort)          | Siedlung und Gräber vor- und frühgeschichtlicher oder mittelalterlicher Zeitstellung. | D-1-7135-0238 |      |
| Großmehring (Standort)          | Straße der römischen Kaiserzeit. | D-1-7135-0239 |      |
| Großmehring (Standort)          | Grabenwerk vor- und frühgeschichtlicher Zeitstellung. | D-1-7135-0240 |      |
| Großmehring (Standort)          | Siedlung vor- und frühgeschichtlicher oder mittelalterlicher Zeitstellung. | D-1-7135-0243 |      |
| Oberdolling (Standort)          | Straße der römischen Kaiserzeit. | D-1-7135-0354 |      |
| Großmehring (Standort)          | Siedlung des Mittelalters oder der Neuzeit. | D-1-7135-0397 |      |
| Großmehring (Standort)          | Siedlung vor- und frühgeschichtlicher oder mittelalterlicher Zeitstellung. | D-1-7234-0411 |      |
| Großmehring (Standort)          | Siedlung der Urnenfelder- und Latènezeit, Grabhügel vorgeschichtlicher Zeitstellung. | D-1-7234-0412 |      |
| Manching (Standort)             | Mittelalterliche und frühneuzeitliche Befunde im Bereich der ehem. Jesuitenschwaige. | D-1-7234-0804 |      |
| Großmehring (Standort)          | Siedlung und Grabenwerk vor- und frühgeschichtlicher oder mittelalterlicher Zeitstellung. | D-1-7234-0806 |      |
| Großmehring (Standort)          | Grabhügel der Hallstattzeit. | D-1-7235-0020 |      |
| Kösching (Standort)             | Siedlung und Grabenwerk der Altheimer Kultur, Siedlung und Herrenhof der Hallstattzeit, Siedlung der römischen Kaiserzeit (Villa rustica)$ Gräber des Endneolithikums (Glockenbecher), der Urnenfelderzeit und der römischen Kaiserzeit. | D-1-7235-0029 |      |
| Großmehring (Standort)          | Freilandstation des Mesolithikums, Siedlung des Mittelneolithikums und der Völkerwanderungszeit, römische Villa rustica. | D-1-7235-0031 |      |
| Großmehring (Standort)          | Straße und vieckiges Grabenwerk vor- und frühgeschichtlicher oder mittelalterlicher Zeitstellung. | D-1-7235-0033 |      |
| Großmehring (Standort)          | Siedlung vor- und frühgeschichtlicher oder mittelalterlicher Zeitstellung. | D-1-7235-0035 |      |
| Großmehring (Standort)          | Freilandstation des Mesolithikums, Grabenwerk und Siedlung des Neolithikums, Siedlung der Latènezeit und der römischen Kaiserzeit. | D-1-7235-0036 |      |
| Großmehring (Standort)          | Siedlung vor- und frühgeschichtlicher oder mittelalterlicher Zeitstellung. | D-1-7235-0037 |      |
| Großmehring (Standort)          | Siedlung des Neolithikums, der späten Latènezeit und des Mittelalters. | D-1-7235-0038 |      |
| Großmehring (Standort)          | Siedlung und Graben vor- und frühgeschichtlicher oder mittelalterlicher Zeitstellung. | D-1-7235-0040 |      |
| Großmehring (Standort)          | Siedlung vor- und frühgeschichtlicher oder mittelalterlicher Zeitstellung. | D-1-7235-0041 |      |
| Großmehring (Standort)          | Siedlung des Mittelneolithikums. | D-1-7235-0042 |      |
| Großmehring (Standort)          | Grabhügel vorgeschichtlicher Zeitstellung. | D-1-7235-0043 |      |
| Großmehring (Standort)          | Siedlung vor- und frühgeschichtlicher oder mittelalterlicher Zeitstellung. | D-1-7235-0044 |      |
| Großmehring (Standort)          | Siedlung vor- und frühgeschichtlicher oder mittelalterlicher Zeitstellung. | D-1-7235-0045 |      |
| Großmehring (Standort)          | Befestigung der späten Neuzeit (Teil der Landesfestung Ingolstadt Fort Prinz Karl). | D-1-7235-0068 |      |
| Vohburg an der Donau (Standort) | Siedlung des Spät- und des Endneolithikums, der Urnenfelderzeit und der Hallstattzeit. | D-1-7235-0078 |      |
| Großmehring (Standort)          | Gräber des Jung- und Endneolithikums, der frühen und späten Bronzezeit sowie des frühen und hohen Mittelalters$ Siedlung des Jungneolithikums, der Hallstattzeit und des frühen Mittelalters, römische Villa rustica.                    | D-1-7235-0149 |      |
| Großmehring (Standort)          | Mittelalterliche und frühneuzeitliche Befunde im Bereich der Kath. Filialkirche St. Stehphan. | D-1-7235-0152 |      |
| Großmehring (Standort)          | Mittelalterliche und frühneuzeitliche Befunde im Bereich der Kath. Filialkirche St. Johannes. | D-1-7235-0154 |      |
| Großmehring (Standort)          | Mittelalterliche Wasserburg. | D-1-7235-0156 |      |
| Großmehring (Standort)          | Siedlung vor- und frühgeschichtlicher oder mittelalterlicher Zeitstellung. | D-1-7235-0171 |      |
| Großmehring (Standort)          | Grabenwerk vor- und frühgeschichtlicher Zeitstellung. | D-1-7235-0172 |      |
| Großmehring (Standort)          | Siedlung vor- und frühgeschichtlicher oder mittelalterlicher Zeitstellung. | D-1-7235-0173 |      |
| Großmehring (Standort)          | Mittelalterliche und frühneuzeitliche Befunde im Bereich der Kath. Pfarrkirche Unserer Lieben Frau. | D-1-7235-0175 |      |
| Großmehring (Standort)          | Mittelalterliche und frühneuzeitliche Befunde im Bereich der Kath. Filialkirche St. Michael. | D-1-7235-0178 |      |
| Großmehring (Standort)          | Mittelalterliche Wasserburg. | D-1-7235-0179 |      |
| Großmehring (Standort)          | Mittelalterliche und frühneuzeitliche Befunde im Bereich der Kath. Filialkirche St. Katharina. | D-1-7235-0185 |      |
| Großmehring (Standort)          | Befestigung der späten Neuzeit (Teil der Landesfestung Ingolstadt Zwischenwerk Nr. 5). | D-1-7235-0186 |      |
| Großmehring (Standort)          | Grabhügel vorgeschichtlicher Zeitstellung. | D-1-7235-0201 |      |
| Großmehring (Standort)          | Gräber des Mittelneolithikums, Siedlung der Hallstattzeit. | D-1-7235-0202 |      |
| Großmehring (Standort)          | Siedlung vor- und frühgeschichtlicher oder mittelalterlicher Zeitstellung. | D-1-7235-0203 |      |
| Großmehring (Standort)          | Siedlung der römischen Kaiserzeit. | D-1-7235-0204 |      |
| Großmehring (Standort)          | Siedlung vor- und frühgeschichtlicher Zeitstellung, Gräber der Urnenfelderzeit. | D-1-7235-0205 |      |
| Großmehring (Standort)          | Siedlung vorgeschichtlicher Zeitstellung. | D-1-7235-0206 |      |
| Großmehring (Standort)          | Siedlung der Urnenfelder-, Hallstatt- und Latènezeit. | D-1-7235-0207 |      |
| Großmehring (Standort)          | Straße vor- und frühgeschichtlicher oder mittelalterlicher Zeitstellung. | D-1-7235-0208 |      |
| Großmehring (Standort)          | Siedlung vor- und frühgeschichtlicher oder mittelalterlicher Zeitstellung. | D-1-7235-0213 |      |
| Großmehring (Standort)          | Siedlung und Altweg vor- und frühgeschichtlicher oder mittelalterlicher Zeitstellung. | D-1-7235-0215 |      |
| Großmehring (Standort)          | Siedlung vor- und frühgeschichtlicher oder mittelalterlicher Zeitstellung. | D-1-7235-0216 |      |
| Großmehring (Standort)          | Siedlung vor- und frühgeschichtlicher oder mittelalterlicher Zeitstellung. | D-1-7235-0217 |      |
| Großmehring (Standort)          | Siedlung und Grabenwerk vor- und frühgeschichtlicher oder mittelalterlicher Zeitstellung. | D-1-7235-0219 |      |
| Großmehring (Standort)          | Siedlung vor- und frühgeschichtlicher oder mittelalterlicher Zeitstellung. | D-1-7235-0220 |      |
| Großmehring (Standort)          | Gräber des frühen Mittelalters. | D-1-7235-0221 |      |
| Großmehring (Standort)          | Siedlung der Urnenfelder- und Hallstattzeit. | D-1-7235-0222 |      |
| Großmehring (Standort)          | Siedlung der Bronzezeit, Brandgräber der Hallstattzeit. | D-1-7235-0223 |      |
| Großmehring (Standort)          | Siedlung vorgeschichtlicher Zeitstellung. | D-1-7235-0224 |      |
| Großmehring (Standort)          | Siedlung vor- und frühgeschichtlicher oder mittelalterlicher Zeitstellung. | D-1-7235-0226 |      |
| Großmehring (Standort)          | Siedlung, Straße und Weg vor- und frühgeschichtlicher oder mittelalterlicher Zeitstellung. | D-1-7235-0227 |      |
| Großmehring (Standort)          | Straße vor- und frühgeschichtlicher oder mittelalterlicher Zeitstellung. | D-1-7235-0228 |      |
| Großmehring (Standort)          | Siedlung des Mittelneolithikums und der Hallstattzeit. | D-1-7235-0230 |      |
| Großmehring (Standort)          | Frühmittelalterliches Reihengräberfeld. | D-1-7235-0231 |      |
| Großmehring (Standort)          | Körpergräber vor- und frühgeschichtlicher Zeitstellung. | D-1-7235-0233 |      |
| Großmehring (Standort)          | Körpergräber des Endneolithikums. | D-1-7235-0235 |      |
| Großmehring (Standort)          | Siedlung vor- und frühgeschichtlicher oder mittelalterlicher Zeitstellung. | D-1-7235-0237 |      |
| Großmehring (Standort)          | Siedlung vor- und frühgeschichtlicher oder mittelalterlicher Zeitstellung. | D-1-7235-0238 |      |
| Großmehring (Standort)          | Siedlung vor- und frühgeschichtlicher oder mittelalterlicher Zeitstellung. | D-1-7235-0239 |      |
| Großmehring (Standort)          | Siedlung vor- und frühgeschichtlicher oder mittelalterlicher Zeitstellung. | D-1-7235-0241 |      |
| Großmehring (Standort)          | Siedlung vor- und frühgeschichtlicher oder mittelalterlicher Zeitstellung. | D-1-7235-0244 |      |
| Großmehring (Standort)          | Römische Villa rustica, frühgermanische Siedlung spätrömischer Zeitstellung. | D-1-7235-0249 |      |
| Großmehring (Standort)          | Grabenwerk vor- und frühgeschichtlicher Zeitstellung, Siedlung der römischen Kaiserzeit. | D-1-7235-0251 |      |
| Großmehring (Standort)          | Siedlung der Hallstattzeit, Straße der römischen Kaiserzeit. | D-1-7235-0252 |      |
| Großmehring (Standort)          | Siedlung der römischen Kaiserzeit, mittelalterlicher Kalkbrennofen. | D-1-7235-0253 |      |
| Großmehring (Standort)          | Siedlung und Grabenwerk der Hallstattzeit. | D-1-7235-0259 |      |
| Großmehring (Standort)          | Siedlung vor- und frühgeschichtlicher oder mittelalterlicher Zeitstellung. | D-1-7235-0260 |      |
| Großmehring (Standort)          | Siedlung der Bronze- und Latènezeit. | D-1-7235-0261 |      |
| Großmehring (Standort)          | Gräber des Endneolithikums, der Frühbronze- und Hallstattzeit. | D-1-7235-0262 |      |
| Großmehring (Standort)          | Straße vor- und frühgeschichtlicher oder mittelalterlicher Zeitstellung. | D-1-7235-0263 |      |
| Großmehring (Standort)          | Siedlung der Glockenbecherzeit. | D-1-7235-0264 |      |
| Großmehring (Standort)          | Brandgräber vor- und frühgeschichtlicher Zeitstellung. | D-1-7235-0265 |      |
| Großmehring (Standort)          | Altweg vor- und frühgeschichtlicher oder mittelalterlicher Zeitstellung. | D-1-7235-0266 |      |
| Großmehring (Standort)          | Altstraßen vor- und frühgeschichtlicher oder mittelalterlicher Zeitstellung. | D-1-7235-0267 |      |
| Großmehring (Standort)          | Siedlung vor- und frühgeschichtlicher oder mittelalterlicher Zeitstellung. | D-1-7235-0268 |      |
| Großmehring (Standort)          | Siedlung des Endneolithikums, der Bronzezeit und der Völkerwanderungszeit. | D-1-7235-0407 |      |
| Großmehring (Standort)          | Siedlung der Bronzezeit. | D-1-7235-0412 |      |
| Großmehring (Standort)          | Siedlung der Bronze-, der Urnenfelder- und der Hallstattzeit. | D-1-7235-0441 |      |
| Großmehring (Standort)          | Siedlung der Urnenfelderzeit. | D-1-7235-0451 |      |
| Großmehring (Standort)          | Befestigung der späten Neuzeit (Teil der Landesfestung Ingolstadt Zwischenwerk 6). | D-1-7235-0454 |      |
| Großmehring (Standort)          | Befestigung der späten Neuzeit (Teil der Landesfestung Ingolstadt Munitionsraum). | D-1-7235-0455 |      |
| Großmehring (Standort)          | Befestigung der späten Neuzeit (Teil der Landesfestung Ingolstadt Munitionsraum). | D-1-7235-0456 |      |
| Großmehring (Standort)          | Befestigung der späten Neuzeit (Teil der Landesfestung Ingolstadt Infanterie-Untertreteraum). | D-1-7235-0457 |      |
| Großmehring (Standort)          | Befestigung der späten Neuzeit (Teil der Landesfestung Ingolstadt Batterie an der Paarmündung). | D-1-7235-0458 |      |